# 蟹江史郎
蟹江 史郎（かにえ しろう、1827年（文政10年3月） - 1903年（明治36年）12月12日）は、幕末の尾張藩士。明治時代の政治家。神職。貴族院多額納税者議員。

## 経歴
のちの愛知県出身。明治維新以前は鈴木重声と名乗り尾張藩主徳川慶勝に仕えた。1873年（明治6年）以降、伊福部両社祠官、郷村社祠官掌取締などを務めた。
1890年（明治23年）愛知県多額納税者として貴族院議員に互選され、同年9月29日から1897年（明治30年）9月28日まで務めた。